# Josef Kuhnle
Josef Kuhnle (* 3. November 1892 in Kempten (Allgäu); † unbekannt) war ein deutscher Verwaltungsjurist.

## Leben
Kuhnle studierte in Tübingen und Erlangen Rechtswissenschaften. Er war ab 1912 Mitglied der katholischen Studentenverbindung AV Cheruskia Tübingen. Er legte 1920 die erste und 1922 die zweite Staatsprüfung ab. In Erlangen wurde er 1921 zum Dr. iur. promoviert.
1922 trat er in die württembergische Innenverwaltung ein. 1928 wurde er zur kommissarischen Dienstleistung in der Reichsarbeitsverwaltung als Vorsitzender des Arbeitsamts Schwäbisch Gmünd beurlaubt. 1929 wechselte er in den Reichsdienst, wobei er 1930 schon in die württembergische Innenverwaltung zurückkehrte. 
Von 1932 bis 1937 leitete er als Landrat das Oberamt Riedlingen. Zum 1. Mai 1933 war er der NSDAP beigetreten (Mitgliedsnummer 3.244.617). 1937 wechselte er zu Landeskreditanstalt Württemberg und wurde dort 1938 Oberregierungsrat und Abteilungsvorstand. 1939 wurde er Oberregierungsrat im Innenministerium, aber bei der Landeskreditanstalt weiter verwendet, bis er 1945 auf Anordnung der US-Militärregierung entlassen wurde. 
1948 wurde er Regierungsrat im Innenministerium Württemberg-Baden, wobei er zunächst halbtags und später ganztags bei der Landeskreditanstalt verwendet wurde. 1949 wurde er Oberregierungsrat und weiter verwendet bei der Landeskreditanstalt als Leiter der Rechtsabteilung als Personalreferent. 1951 wurde er Regierungsdirektor und 1952 Bankdirektor bei der Landeskreditanstalt. Er wurde 1953 aus dem Landesdienst entlassen und trat 1957 in den Ruhestand.